# 研究交流促進法
研究交流促進法（けんきゅうこうりゅうそくしんほう、昭和61年5月20日法律第57号）は、科学技術に関する試験、研究および開発の効率的推進に関する法律である。
1986年5月20日に公布され2008年10月1日に廃止された。本法は、科学技術に関する国および特定独立行政法人の試験および研究に関し、国と国以外の者との間の交流および特定独立行政法人と特定独立行政法人以外の者との間の交流を促進するために必要な措置を講じ、併せて国および特別の法律により設立された法人の科学技術に関する試験、研究および開発を行う施設の共用を促進するための措置を講ずることにより、科学技術に関する試験、研究および開発の効率的推進を図ることを目的としている。
研究開発システムの改革の推進等による研究開発能力の強化及び研究開発等の効率的推進等に関する法律（研究開発力強化法）が後継と位置づけられており、その附則2条により廃止された。